# Duncan Haldane
Frederic Duncan Michael Haldane (nascut el 14 de setembre de 1951), membre de la Royal Society des del 1996, conegut també com a Duncan Haldane, és un físic americà anglès que ocupa la càtedra Eugene Higgins de Física del Departament de física de la Universitat de Princeton dels Estats Units d'Amèrica i és professor visitant distingit de recerca en càtedra
al Perimeter Institute for Theoretical Physics (Institut Perimètric de Física Teòrica). Fou llorejat el 2016 amb el Premi Nobel de Física amb David J. Thouless i J. Michael Kosterlitz.

## Educació
Haldane fou educat a St Paul's School, de Londres, i Christ's College, Cambridge, on obtingué una llicenciatura seguit per un doctorat el 1978 dirigit per Philip Warren Anderson.

## Carrera i de recerca
Haldane treballà com a físic a l'Institut Laue–Langevin a França entre el 1977 i el 1981, abans d'incorporar-se a la Universitat del Sud de Califòrnia.
Haldane és conegut per una gran varietat de contribucions fonamentals a la física de la matèria condensada, incloent-hi la teoria dels líquids de Luttinger, la teoria de cadenes d'espín unidimensionals, la teoria de l'efecte Hall quàntic fraccionari (FQHE), estadística de l'exclusió, els espectres entrellaçats i molt més.
A 2011 estava desenvolupant d'una nova descripció geomètrica de l'efecte Hall quàntic fraccionari que introdueix la "forma" de la "component de bosó", descrita per un tensor de camp mètric espacial "unimodular" (factor 1) com a grau de llibertat col·lectiu fonamental d'estats quàntics fraccionaris de l'efecte Hall (FQHE).
Aquesta descripció nova "Chern-Simons + geometria quàntica" és una substitució del paradigma "Chern-Simons + Ginzburg-Landau" introduït c.1990. A diferència del seu predecessor, proporciona una descripció del mode col·lectiu FQHE que està d'acord amb l'aproximació de mode simple de Girvin-Macdonald-Platzman.

## Premis i distincions
Haldane fou escollit membre de la Royal Society el 1996,
membre de l'Acadèmia Americana de les Arts i les Ciències (Boston); membre de la American Physical Society des del 1986; membre de l'Institut de Física britànic (Regne Unit); membre de l'Associació americana per l'avanç de la ciència. Fou guardonat amb el Premi Oliver E. Buckley de la American Physical Society (1993); becari investigador de l'Alfred P. Sloan Foundation (1984-88); el premi càtedra Lorentz (2008);
la Medalla de Dirac (2012)
Doctor Honoris Causae de la Université de Cergy-Pontoise (2015)
i Premi Nobel de Física (2016).

## Vida personal
Haldane i la seva esposa, Odile Belmont, viuen a Princeton, Nova Jersey.